# Европска дужничка криза
Европска дужничка криза (такође називана криза у Еврозони и криза јавног дуга у Европи) вишегодишња је криза дуга у Европској унији која је почела крајем 2009. године. Неколико држава чланица еврозоне (Грчка, Португал, Ирска, Шпанија и Кипар) није више било у стању да плаћа доспеле обавезе па су биле приморане да траже помоћ (новац) од трећих страна као што су ЕЦБ, ММФ и остале чланице еврозоне.
Од краја 2009. године, страх од економске дужничке кризе, настала је међу инвеститорима неких држава Европске уније а продубила се у 2010. године и 2011. години.
Ова криза аналитички се дели на две кризе финансијског сектора које су се поклопиле на крају прве декаде двадесетпрвог века, иако су ова два феномена повезана својим ефектима. Криза државних дугова односи се на буџетске дефиците који су настали недовољним пореским приходима и прекомерном потрошњом у неколико медитеранских држава као што су Грчка, Италија, Шпанија и Португал. Финансијска криза је пак почела у САД и државама које су имитирале проблематичну праксу кредитирања САД, као што су Исланд и Ирска. Ова два феномена повезана су зато што европске банке држе средства у проблематичним америчким банкама и након проблематичног спашавања проблематичних банака, буџетски дефицити држава су се значајно продубили. Величина буџетских дефицита је уплашила инвеститоре, који су захтевали веће каматне стопе од влада. Ово је заузврат отежало свако даље сервисирање буџетских дефицита.
Нарочито у државама где су буџетски дефицит и државни дугови драстично повећани, криза поверења је нарасла са смањењем приноса обавезница и ризика осигурања кредитног дифолт свопа између ових држава и чланица ЕУ, највише Немачком.
Док су државни дугови расли најизраженије у само неколико држава еврозоне, они су постали проблем за целу зону.
Забринутост око раста државног дуга широм света заједно са таласом обарања државног дуга одређених држава еврозоне алармирала је финансијска тржишта. Дана 9. маја 2010, Министри финансија ЕУ одобрили су финансијски пакет за спасавање вредан 750 милијарди евра како би осигуали финансијску стабилност широм Европе креирајући Европски фонд за спасавање (енгл. European Financial Stability Facility (EFSF)). У новембру 2010, када је забринутост поново почела да расте поводом финансијске стабилности Ирске, Грчке и Португалије, председник ЕУ Херман Ван Ромпеј је изјавио „уколико не опстанемо са еврозоном нећемо опстати са Европском унијом“. Да би спасили ЕУ валуту лидери су предложили ближу фискалну сарадњу. Овом приликом лидерима Европске уније предложено је успостављање јединственог органа надлежног за пореску политику и буџетску потрошњу земаља чланица ЕУ, привремено назван Европски трезор.
У октобру 2011, на састанку у Бриселу лидери еврозоне сложили су се око пакета мера предвиђеног да спречи колапс чланица ЕУ услед спиралног дуга. Ово је укључило предлог да се отпише 50% грчког дуга који поседују приватни кредитори и да се повећа фонд Европског фонда за спасавање на 1 трилион евра као и да се изврши 9% капитализације Европских банка.
Упркос дужничкој кризи у неким државама еврозоне европска валута је остала стабилна, трговина чак и нешто већа неголи на почетку кризе. Три чланице које су највише погођене кризом, Грчка, Ирска и Португал заузимају 6 процената БДП-а еврозоне.

## Узроци
Криза еврозоне произашла је из структурног проблема еврозоне и комбинације сложених фактора. Постоји консензус да је корен кризе у еврозони лежао у кризи платног биланса (нагло заустављање страног капитала у земљама које су зависиле од иностраног кредитирања), а да је ову кризу погоршала чињеница да државе нису могле прибећи девалвацији (смањењу вредности националне валуте како би извоз био конкурентнији на страним тржиштима). Остали важни фактори укључују глобализацију финансија; лаки услови кредитирања током периода 2002–2008, који су подстицали високо ризичне праксе давања зајма и позајмљивања; финансијска криза 2007–08; међународне трговинске неравнотеже; мехури некретнина који су у међувремену пукли; велика рецесија 2008–2012; избори фискалне политике који се односе на владине приходе и расходе; и приступи које државе користе за спасавање проблематичне банкарске индустрије и власника приватних обвезница, претпостављајући терет приватног дуга или губитке у социјализацији.
Макроекономске разлике између држава чланица еврозоне довеле су до неуравнотежених токова капитала између држава чланица. Пре усвајања евра, државе чланице Јужне еврозоне брзо су расле (са растом плата и цена), док су чланице северне еврозоне споро расле. Упркос овим различитим макроекономским условима, Европска централна банка могла је да усвоји само једну каматну стопу, одабравши ону која је значила да су стварне каматне стопе у Немачкој високе (у односу на инфлацију) и ниске у државама чланицама Јужне еврозоне. То је стимулисало инвеститоре у Немачкој да позајмљују југу, док је југ стимулисан да се задужује (јер су камате биле врло ниске). Временом је то довело до акумулације дефицита на југу, пре свега од стране приватних економских актера.
Државе чланице еврозоне могле су да ублаже неравнотежу у токовима капитала и акумулацији дуга на југу координацијом националних фискалних политика. Немачка је могла да усвоји експанзивне фискалне политике (да би подстакла домаћу тражњу и смањила одлив капитала), а државе чланице јужне еврозоне да усвоје рестриктивније фискалне политике (да смање домаћу потражњу и смање задуживање са севера). Према захтевима Уговора из Мастрихта из 1992. године, владе су се обавезале да ће ограничити своју дефицитну потрошњу и ниво дуга. Међутим, неки од потписника, укључујући Немачку и Француску, нису успели да остану у оквирима критеријума из Мастрихта и окренули су се секјуритизацији будућих државних прихода како би смањили своје дугове и/или дефиците, заобилазећи најбољу праксу и занемарујући међународне стандарде. То је суверенима омогућило да прикрију ниво дефицита и дуга комбинацијом техника, укључујући недоследно рачуноводство, ванбилансне трансакције и употребу сложених структура валута и кредитних деривата. Од краја 2009. године, након што је новоизабрана грчка ПАСОК влада престала да маскира своју истинску задуженост и буџетски дефицит, у јавности се развио страх од државног стечаја у неким европским државама, и државни дуг неколико држава је деградиран. Криза се накнадно проширила на Ирску и Португалију, истовремено побуђујући забринутост због Италије, Шпаније и европског банкарског система, и темељнијих неравнотежа у еврозони. Недовољно пријављивање је изложено ревизији прогнозе за буџетски дефицит за 2009. годину са „6–8%“ БДП-а (не више од 3% БДП-а било је правило Мастришског споразума) на 12,7%, готово одмах након ПАСОК победе на грчким националним изборима у октобру 2009. године. Велика ревизија предвиђања буџетског дефицита навише услед међународне финансијске кризе није била ограничена само на Грчку: на пример, у Сједињеним Државама прогноза за буџетски дефицит за 2009. годину повећана је са 407 милијарди долара предвиђених у буџету за фискалну 2009. годину на 1,4 трилиона долара, док је у Уједињеном Краљевству коначна прогноза била више од 4 пута већа од првобитне. У Грчкој је ниска („6–8%”) прогноза била забележена до друге половине године (септембар 2009), што очигледно није одговарало стварној ситуацији.